# Западный чёрный носорог
Diceros bicornis longipes (лат.) — вымерший подвид чёрного носорога.

## Описание и вымирание
Очень небольшой по размерам подвид. Затылочный бугор короткий. Основание для рогов квадратное. Первый премоляр нижней челюсти сохраняется у взрослых особей.

## Охранный статус
Чёрный носорог был широко распространён в саванных ландшафтах Западной и Центральной Африки. В связи с охотой и браконьерством, особенно в начале XX века численность вида в этой части ареала заметно снизилась. Начиная с 1930-х годов были введены строгие меры охраны, после чего наблюдалась восстановление численности подвида Diceros bicornis longipes. В 1957 году численность подвида оценивалась в 1000 особей. В дальнейшем усилия по защите дикой природы постепенно снижались, и к 1980-х годам была уничтожена крупная популяция подвида в Центральной Африке и исчезла меньшая популяция в Чаде. В 1980 году Камерун, где оставалась последняя популяция численностью около 100 особей, обратился за помощью. Программа по спасению этих животных, финансируемая Францией, должна была начаться в 1995 году. Однако большая часть средств, которые первоначально было предложено направить для охраны носорогов, была перераспределена на другие виды деятельности.
Уже в 2001 году оставалось всего около 5—8 особей, но к 2006 году подвид, по-видимому, был полностью уничтожен. В 2011 году был объявлен МСОП исчезнувшим.

## Распространение
Подвид встречался в Нигерии, Центральноафриканской Республике, Чаде, Камеруне и Того.